# Jef Braeckevelt
Joseph "Jef" Braeckevelt (Tielt, 30 januari 1943 – Waregem, 26 februari 2019) was een Belgische ploegleider, actief bij verschillende wielerploegen. Hij was actief van 1964 tot 2011 en daarmee een van de ploegleiders met de meeste ervaring in het toenmalige peloton. Opvallend daarbij is dat hij ook een van de weinige ploegleiders was die zelf nooit gekoerst had.

## Begin loopbaan
Jef Braeckevelt was de zoon van een vlashandelaar die betrokken was bij de werking van de wielerploeg Sportverbond Meulebeke (SV Meulebeke), een jeugdploeg die zich vooral toelegde op de begeleiding van jonge renners waarvan er sommige doorstootten naar een professionele wielercarrière. Al op 17-jarige leeftijd werd Braeckevelt begeleider van de ploeg bij wedstrijden. Hij werd er opgemerkt door de Noord-Franse ploeg Véloclub d'Orchies Leroux, een club van onafhankelijke renners die hem in 1964 in dienst namen als ploegleider. De ploeg met de naam Terrot-Leroux bestond zowel uit Fransen als Belgen, grotendeels West-Vlamingen aangebracht door Braeckevelt, zoals Daniel Van Ryckeghem. De kruising van de Noord-Franse en West-Vlaamse werkersmentaliteit beviel Braeckevelt en zou voor de rest van zijn loopbaan in zijn werking als ploegleider bewaard blijven. In 1967 werd de klasse van onafhankelijken, een klasse tussen amateurs en profrenners, afgeschaft waarna de ploeg stopte. Braeckevelt bleef met zijn renners nog even actief bij de ploeg Okay-Diamant en had plannen voor een nieuwe Superia-ploeg met dokter Abeele, maar belandde uiteindelijk bij een nieuwe kleinschalige ploeg met het Roeselaarse bedrijf Etalo als sponsor.

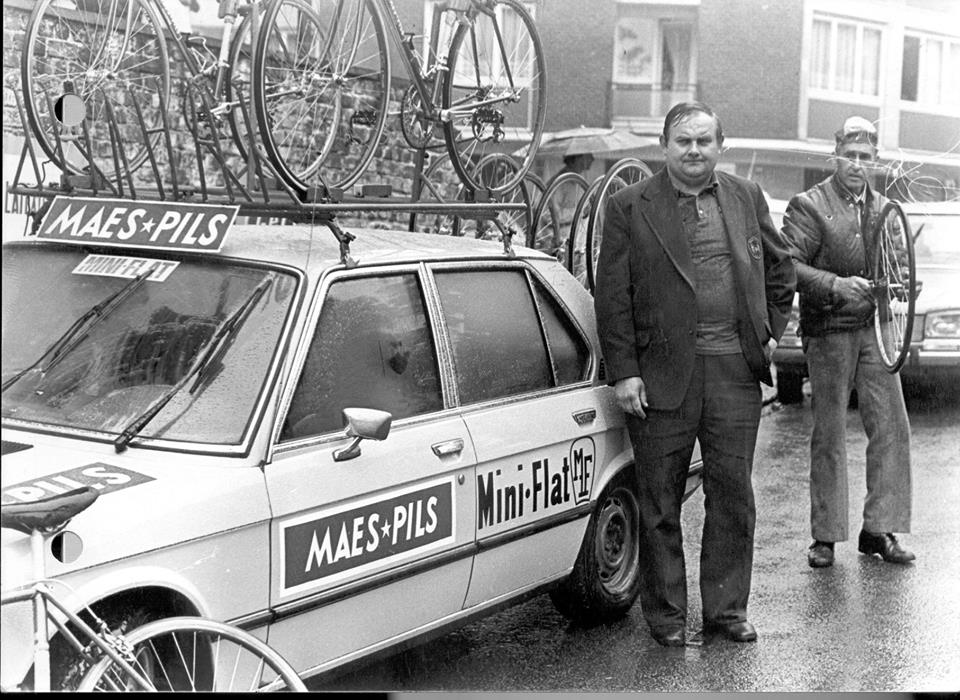
Braeckevelt als ploegleider bij Maes Pils-Mini Flat, 1977

Beroepshalve was Braeckevelt naast zijn werk als ploegleider actief als postbode in Ingelmunster, wat hij overigens tot 1994 zou blijven doen. 
In 1970 werd hij door Albert 'Berten' De Kimpe aangetrokken die na het stopzetten van de wielerploeg Groene Leeuw actief werd bij een nieuwe ploeg met Watneys als hoofdsponsor. De ploeg met wisselende sponsors en bijhorende ploegnamen zou tot 1978 blijven bestaan. Al die tijd werkte Braeckevelt in de schaduw van De Kimpe. Hij maakte in deze periode kennis met de opkomende professionalisering in de wielersport. In 1973 trok hij met de ploeg Watneys-Maes voor het eerst naar de Ronde van Frankrijk. De ploeg verdween toen alcoholproducenten niet meer als sponsor van wielerploegen mochten optreden.

## Doorbraak
In 1979 zette Jef Braeckevelt de stap naar de grotere wielerploegen in het peloton. Hij werd door de nieuwe Noord-Franse ploeg La Redoute aangetrokken. Net als bij Terrot-Leroux was de ploeg vooral een mix van Franse en Belgische wielrenners waar de werkersmentaliteit hoog in het vaandel werd gehouden. Bij de renners die hij begeleidde waren onder meer Jean-Luc Vandenbroucke, Roger Rosiers, Ferdi Van Den Haute en Etienne De Wilde. Ondanks de kleine budgetten behaalde de ploeg heel wat mooie resultaten, met onder meer een bolletjestrui voor Bernard Vallet in 1982. De periode bij 'La Redoute' was de grote internationale leerschool voor Jef Braeckevelt waar hij internationale contacten legde die hij tijdens zijn verdere loopbaan verder kon gebruiken. De ploeg stopt na het seizoen 1985 toen de sponsor er mee ophield.
Jef Braeckevelt werd daarop aangetrokken door zijn voormalige collega Albert De Kimpe voor de nieuwe wielerploeg Hitachi. Deze ploeg was de opvolger van Splendor en eigendom van wielermecenas Noël Demeulenaere met wie Braeckevelt een goede band zou opbouwen. De Kimpe zou manager worden, Braeckevelt ploegleider. De Hitachiploeg beschikte over grote budgetten. In deze periode werkte Braeckevelt onder meer met Claude Criquielion, Dirk De Wolf, Rudy Dhaenens en Jean-Marie Wampers. Hitachi was in die periode de grootste Belgische ploeg. De gemiste wereldtitel van Criquielion in 1988 was een van de grootste ontgoochelingen in de carrière van Braeckevelt. In die periode ontstonden er spanningen tussen Braeckevelt en de sponsors, waarop zijn contract niet verlengd werd. De ploeg zou een jaar later ophouden te bestaan.

## Lottoploeg
Na zijn ontslag bij Hitachi werd Braeckevelt aangetrokken door de kleinere Lottoploeg waar Jean-Luc Vandenbroucke als manager actief was. Braeckevelt zou er opnieuw ploegleider worden. Zijn overstap werd als een stap terug aanzien, maar Braeckevelt zocht juist een rustigere ploeg met stabiele sponsor. Bij Lotto kon Braeckevelt jonge renners aantrekken zoals Johan Bruyneel, Peter De Clercq en Johan Museeuw en die laten werken met ervaren renners als Claude Criquielion. In het begin van de jaren 1990 haalde de jonge ploeg veel mooie overwinningen en konden veel renners de overstap naar grote ploegen maken. Daarna ging het wat minder door niet-renderende nieuwe renners en de dramatische Ronde van Frankrijk in 1995 waarbij de ploeg maar met twee renners aankwam, was een dieptepunt. Veel renners zoals Serge Baguet moesten op bevel van Vandenbroucke vertrekken. 
Een van de blijvers was de onbekende Moldaviër Andrei Tchmil die via Noël Demeulenaere met Braeckevelt in contact kwam en met wie Braeckevelt altijd een goede band zou behouden. Nieuwe krachten zoals Rik Verbrugghe, Kurt Van de Wouwer en Mario Aerts werden aangetrokken en ook via de Colstropploeg van Noël Demeulenaere vloeiden enkele beloftevolle renners door zoals Niko Eeckhout, Chris Peers en Jo Planckaert. De nieuwe renners rendeerden en ook Tchmil bereikte zijn hoogtepunt met onder meer een zege in Milaan-San Remo, de Wereldbeker en de Ronde van Vlaanderen. De dopingval van Djamolidin Abdoezjaparov tijdens de Ronde van Frankrijk in 1997 was een grote teleurstelling.
In 2000 moet compaan Jean-Luc Vandenbroucke bij Lotto plaats maken voor Christophe Sercu die samen met co-sponsor Adecco de wielerploeg terug financieel op de rails moet krijgen. Ook Claude Criquielion komt terug als tweede ploegleider. Het wordt een periode met ups-and-downs. Een van de meest spraakmakende beelden van Jef Braeckevelt als ploegleider die om zijn renners bekommerd is, dateert uit de Ronde van Frankrijk van 2001. Braeckevelt had de inmiddels gestopte Serge Baguet overtuigd terug te wielrennen en in de ploeg opgenomen. De ritzege in de Tour van Baguet was de bevestiging van het geloof van Braeckevelt in zijn renners. De opkomende emoties werden gefilmd en gingen de wereld rond. Het succes van de Lotto-Adeccoploeg leverde hem de Kristallen Fiets als ploegleider op. In 2002 stegen de spanningen met Sercu en werd zijn contract niet verlengd. Ook de door blessures geplaagde Andrei Tchmil werd aan de deur gezet.

## Najaren
Na zijn vertrek bij Lotto verbond Braeckevelt zich meer dan ooit met Noël Demeulenaere. In 2003 moest hij diens zwalpende Marluxploeg op rails zetten. Hiervoor werden enkele renners die elders te licht bevonden werden, aangetrokken. De ploeg boekte mooie resultaten met onder meer rit- en eindwinst in de Driedaagse De Panne-Koksijde voor Raivis Belohvoščiks. Onder impuls van Tchmil werkte Braeckevelt vaak met renners uit Oost-Europa, maar deze renners vergden vaak heel wat opvolging door Braeckevelt, met wisselend succes. Voor 2004 werd met Chocolade Jacques een nieuwe sponsor voor de ploeg gevonden. In deze periode was de dopingval van Dave Bruylandts een dieptepunt. Zijn ontdekking van John Gadret die hij als veldrijder omschoolde naar een klimmer, was een hoogtepunt. Sponsor Chocolade Jacques sloot na een jaar een alliantie met de ploeg van Vlaanderen-T-Interim, waar er geen plaats meer was voor Braeckevelt.
In 2005 haalde sponsor Patrick Stallaert van Jartazi hem binnen voor de uitbouw van zijn liefhebbersploeg naar een continentale ploeg. Bij Jartazi werkte Braeckevelt onder meer met Geert Omloop en lanceerde hij de Colombiaan Leonardo Duque. In 2008 hield de ploeg er mee op. Jef Braeckevelt zou nog drie jaar op het hoogste niveau actief worden bij de nieuwe Russische ProTourploeg Katjoesja. Daar stopte hij in 2011 om medische redenen, na een loopbaan van meer dan 50 jaar in het wielercircuit.